# 泣いても 泣いても/花火
「泣いても 泣いても／花火」（ないても ないても／はなび）は、藤田麻衣子の6枚目のシングル。2011年11月23日にMW RECORDSから発売された。

## 概要
前作「瞬間」から約6ヶ月ぶりのリリースであり、2011年2枚目のシングル。また、自身のシングル収録曲が『緋色の欠片』シリーズの主題歌に起用されるのは5枚目のシングル「瞬間」から2作連続。初回限定盤、通常盤の2種リリースであり、初回盤にはDVD『藤田麻衣子 〜5th Anniversary year〜 Early Summer LIVE 2011 2011.6.11 SHIBUYA C.C.Lemon Hall』の発売に先駆けて10曲が収録されている。また、『緋色の欠片3 蒼黒の楔』オープニングムービーが収録されたDVDが同梱されている。

## 収録曲
全曲作詞・作曲：藤田麻衣子
1. 泣いても 泣いても
TBS系音楽番組『CDTV』2011年12月度エンディングテーマ
2. 花火
ニンテンドーDS用ゲームソフト『緋色の欠片3 蒼黒の楔』オープニングテーマ
3. きっと
ニンテンドーDS用ゲームソフト『緋色の欠片3 蒼黒の楔』エンディングテーマ
4. 泣いても 泣いても（instrumental）
5. 花火（instrumental）
6. きっと（instrumental）

DVD（初回限定盤のみ同梱）
1. Prologue〜明日も笑おう〜
2. 水風船
3. 安らげる場所
4. 蛍
5. 一つ言葉にすれば
6. 未来を
7. この白い雪と
8. あなたは幸せになる (ENCORE)
9. 瞬間
10. 明日も笑おう
11. ニンテンドーDS用ゲームソフト『緋色の欠片3 蒼黒の楔』オープニングムービー

## 収録アルバム
| 曲名              | 収録アルバム | 発売日        | 備考                  |
| ----------------- | ------------ | ------------- | --------------------- |
| 泣いても 泣いても | 『1%』       | 2012年7月18日 | 5thオリジナルアルバム |
| 花火              | 『1%』       | 2012年7月18日 | 5thオリジナルアルバム |